# Sericopimpla indra
Sericopimpla indra är en stekelart som beskrevs av Gupta och Tikar 1976. Sericopimpla indra ingår i släktet Sericopimpla och familjen brokparasitsteklar. Inga underarter finns listade i Catalogue of Life.